# Opisthoxia croceata
Opisthoxia croceata là một loài bướm đêm trong họ Geometridae.